# Huércal de Almería
Huércal de Almería ist eine spanische Gemeinde im Verwaltungsgebiet Comarca Metropolitana de Almería der Provinz Almería in der Autonomen Gemeinschaft Andalusien. Die Bevölkerung von Huércal de Almería bestand im Jahr 2024 aus 18.584 Einwohnern.

## Geschichte
Die Stadt war früher unter dem Namen Arrabal de Almería bekannt und erlebte im 20. Jahrhundert eine Beschleunigung der Entwicklung als industriell geprägte Vorstadt von Almería.

## Persönlichkeiten
- Joaquín Fernández (* 1996), Fußballspieler